# Speditionsgeschäft
Das Speditionsgeschäft bezeichnet ein Handelsgeschäft, bei dem der Spediteur die Besorgung der Versendung eines Frachtgutes gegen Entgelt übernimmt.
Geregelt ist das Speditionsgeschäft im fünften Abschnitt des vierten Buches des Handelsgesetzbuchs (HGB) in den §§ 453 ff. HGB. Dort sind insbesondere der Speditionsvertrag, die jeweiligen Aufgaben, die Haftung und die Fälligkeit des Vergütungsanspruches bestimmt.
Die Besorgung der Güterversendung umfasst die Organisation der Beförderung und kann weitere auf die Beförderung bezogene Dienstleistungen erfassen. Der Speditionsvertrag ist danach ein handelsrechtlicher Sonderfall des Geschäftsbesorgungsvertrages.
In § 454 Abs. 1 HGB wird die Besorgung der Güterversendung definiert als eine Pflicht zur Organisation der Beförderung. Die vom Spediteur geschuldete Organisationsleistung wird im Gesetz durch drei Beispiele verdeutlicht. Diese Beispiele lassen einzelne Punkte, die der Spediteur bei der Erfüllung eines Speditionsauftrages zu beachten hat, als drei Phasen erkennen:
1. Planungsphase: Die Bestimmung des Beförderungsmittels und des Beförderungsweges
2. Realisierungsphase: Die Auswahl der ausführenden Unternehmer, Abschluss der hierfür erforderlichen Verträge, Erteilung von Informationen und Weisungen
3. Sicherungsphase: Diese wird im Gesetz beispielhaft mit der Sicherung von Schadensersatzansprüchen umschrieben

Während in § 454 Abs. 1 HGB die Kernpflichten des Spediteurs geregelt sind, wird in § 454 Abs. 2 HGB das gesetzliche Speditionsrecht auf weitere (Neben-)Leistungen ausgedehnt. Diese Leistungen sind aber nicht stets Gegenstand des Speditionsvertrages, sondern nur dann, wenn sie vereinbart werden. Darüber hinaus werden nur solche Tätigkeiten erfasst, bei denen es sich um eine „auf die Beförderung bezogene Leistung“ handelt. Diese offene Generalklausel wird in § 454 Abs. 2 HGB mit einem nicht abschließenden Beispielskatalog – Versicherung, Verpackung, Kennzeichnung, Zollbehandlung – kombiniert. Es sind weitere zahlreiche Nebenpflichten denkbar, die mit der Versendung des Gutes zusammenhängen.
Schließlich wird in § 454 Abs. 4 HGB der Grundsatz, dass der Spediteur die Interessen des Versenders wahrzunehmen hat, als Hauptpflicht ausgestaltet.

## Abgrenzung zu Frachtgeschäft
Obwohl umgangssprachlich häufig synonym gebraucht, sind Speditions- und Frachtgeschäft voneinander abzugrenzen (§§ 407 ff. HGB). Der Frachtführer schuldet den Transport des Frachtgutes, der Spediteur hingegen schuldet die Organisation des Transportes, also etwa die Auswahl des Beförderungsmittels (z. B. Eisenbahn oder Lkw), die Auswahl und Beauftragung des ausführenden Unternehmers und die Versicherung des Gutes. Dabei hat der Spediteur die Möglichkeit des Selbsteintrittes (§ 458 HGB), darf also das Gut auch selbst transportieren. Meist bedient sich der Spediteur allerdings selbst eines Frachtführers als Subunternehmer. Vertragspartner im Speditionsvertrag sind Versender und Spediteur, den Frachtvertrag hingegen schließen Absender (der wiederum der Spediteur aus dem Speditionsvertrag sein kann) und Frachtführer.
Der Spediteur wird allerdings rechtlich betrachtet in den allermeisten Fällen als Frachtführer im Sinne der §§ 407 ff. HGB tätig. Die §§ 458 bis 460 HGB nennen drei Fälle, bei deren Bestehen der Spediteur hinsichtlich der Beförderung die Rechte und Pflichten eines Frachtführers oder Verfrachters hat.
1. Der Spediteur transportiert die Waren mit eigenen Fahrzeugen (Selbsteintritt), § 458 HGB.
2. Der Spediteur bietet die Beförderung bzw. die Besorgung der Beförderung zu einem vorab fest vereinbarten Preis an (Fixkostenspedition), § 459 HGB.
3. Der Spediteur fasst die Güter mit den Gütern anderer Versender zusammen und lässt diese als sogenannte Sammelladung oder Sammelgut transportieren (Sammelgutverkehr), § 460 HGB.

Da die Mehrzahl der Güter zu fest vereinbarten Preisen transportiert wird, handelt der Großteil aller Spediteure zumindest als Fixkostenspediteur nach § 459 HGB und somit hinsichtlich seiner Rechte und Pflichten als Frachtführer nach den §§ 407 ff. HGB.
Dies hat insbesondere die verschuldensunabhängige Obhutshaftung nach § 425 Abs. 1 HGB und die Haftungshöchstgrenzen von 8,33 SZR/kg. nach § 431 HGB zur Folge.

## Aufgabenteilung

### Abfertigungsspediteur
Ein Abfertigungsspediteur ist der Abfertiger von Transporten über Land, also nicht bei Binnen- oder Seeschiffstransporten. Der Begriff hat keine rechtliche Bedeutung mehr, wird aber im allgemeinen Sprachgebrauch hin und wieder verwendet.